# Jonas Suyderhoef

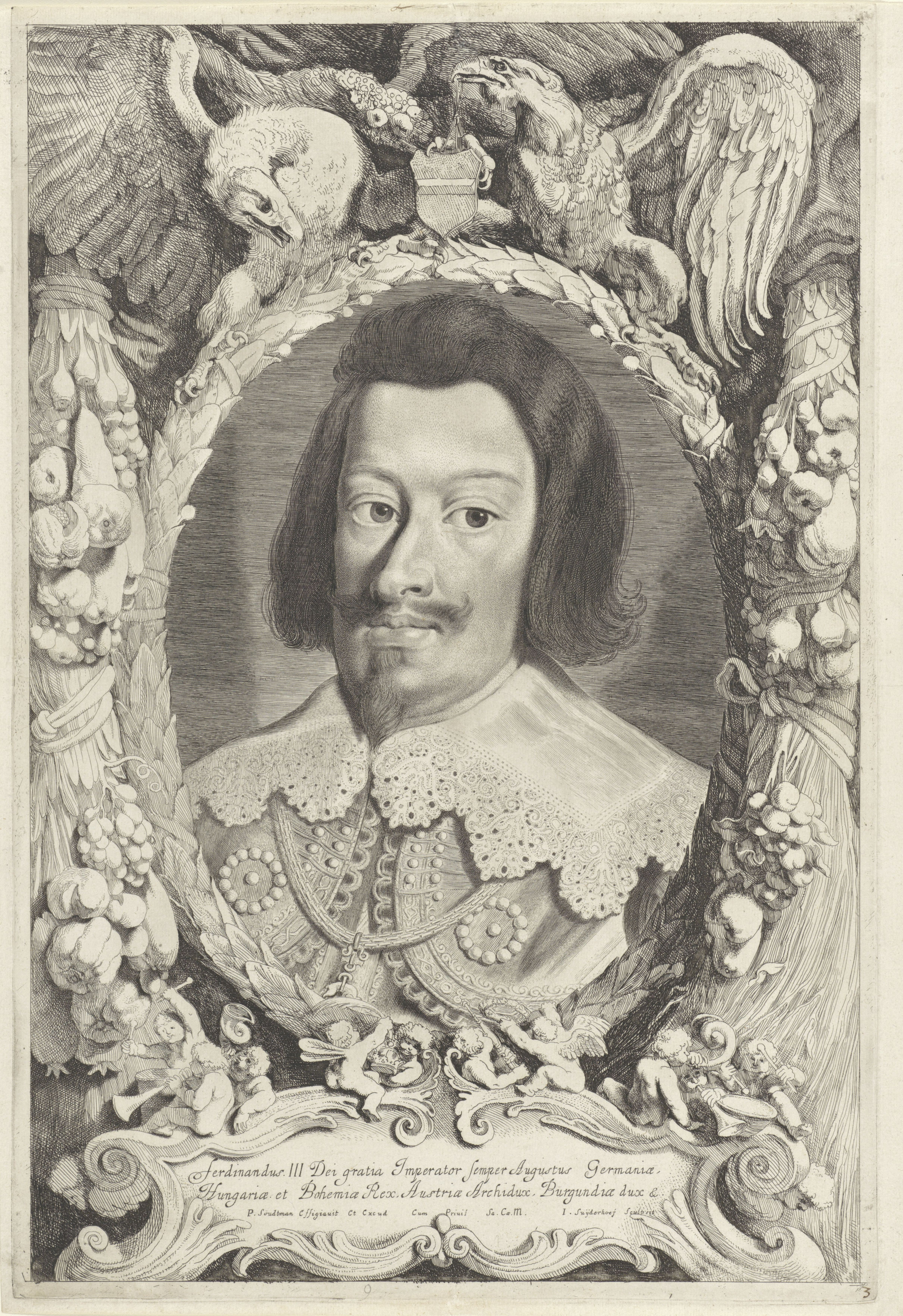
Kaiser Ferdinand III., 1644–1650 (Rijksmuseum Amsterdam)

Jonas Suyderhoef, auch Jan Suyderhoef oder Jonas Suyderhoff, (* um 1613; † 9. Mai 1686 in Haarlem) war ein holländischer Kupferstecher, der Reproduktionen von zeitgenössischen Gemälden angefertigt hat.

## Leben und Werk
Von Suyderhoefs Leben sind nur wenige Daten bekannt. Er war ein Sohn von Andreas Pietersz. Suyderhoef, dem Sekretär des ersten holländischen Botschafters in Konstantinopel und Neffe des Pieter Hasselaers. Als sein Lehrer wird der Haarlemer Maler und Kupferstecher Pieter Soutman vermutet. Nach 1664 taucht sein Name einige Male im Verzeichnis der Haarlemer Malergilde auf, 1678 bekleidete er dort das Amt eines Dekans.
Suyderhoef beherrschte die Technik des Kupferstichs perfekt und erreichte mit aufs Feinste abgestuften Grauwerten fast die Qualität von Radierungen. Seine Reproduktionen nach Frans Hals fallen durch die Perfektion auf, mit der er sich nur mit Einsatz des Stichels dem charakteristischen Pinselstrich von Hals annähern konnte.
Er war daher unter den Malern seiner Zeit sehr gefragt, da deren Werke damals allein durch diese Reproduktionstechnik bekanntgemacht werden konnten. Er arbeitete mit über 50 Künstlern zusammen, darunter Peter Paul Rubens, Rembrandt, Anthony van Dyck, Frans Hals, von dem er allein 12 Porträts gestochen hat, sowie Gerrit van Honthorst, Adriaen van Ostade, Joachim von Sandrart, Gerard ter Borch und Jan Lievens. Auch die Kenntnis der Bilder Caravaggios, der von großer Bedeutung für die Carravagisten der Niederlande war, wurde durch seine Reproduktionen gefördert.
Von seinen zahlreichen Reproduktionen sind rund 140 Stiche erhalten, darunter der Stich nach Gerard ter Borchs Historienbild Der Friede von Münster.

## Werke (Auswahl)
- Porträt Kaiser Ferdinand III., 1686, Radierung, ca. 40 × 27 cm.[1]